# Ortegal
Pour les articles homonymes, voir Ortegal (homonymie).
Le Ortegal est un yawl-aurique construit en 2003, réplique d'un croiseur côtier de 1912 dessiné par Albert Strange

Son port d'attache actuel est Plougastel-Daoulas en Finistère....

Son immatriculation est : BR B97783L ,BR pour le quartier maritime de Brest.

## Histoire
Il a participé aux Les Tonnerres de Brest 2012.